# Alois Brandl (Literaturwissenschaftler)

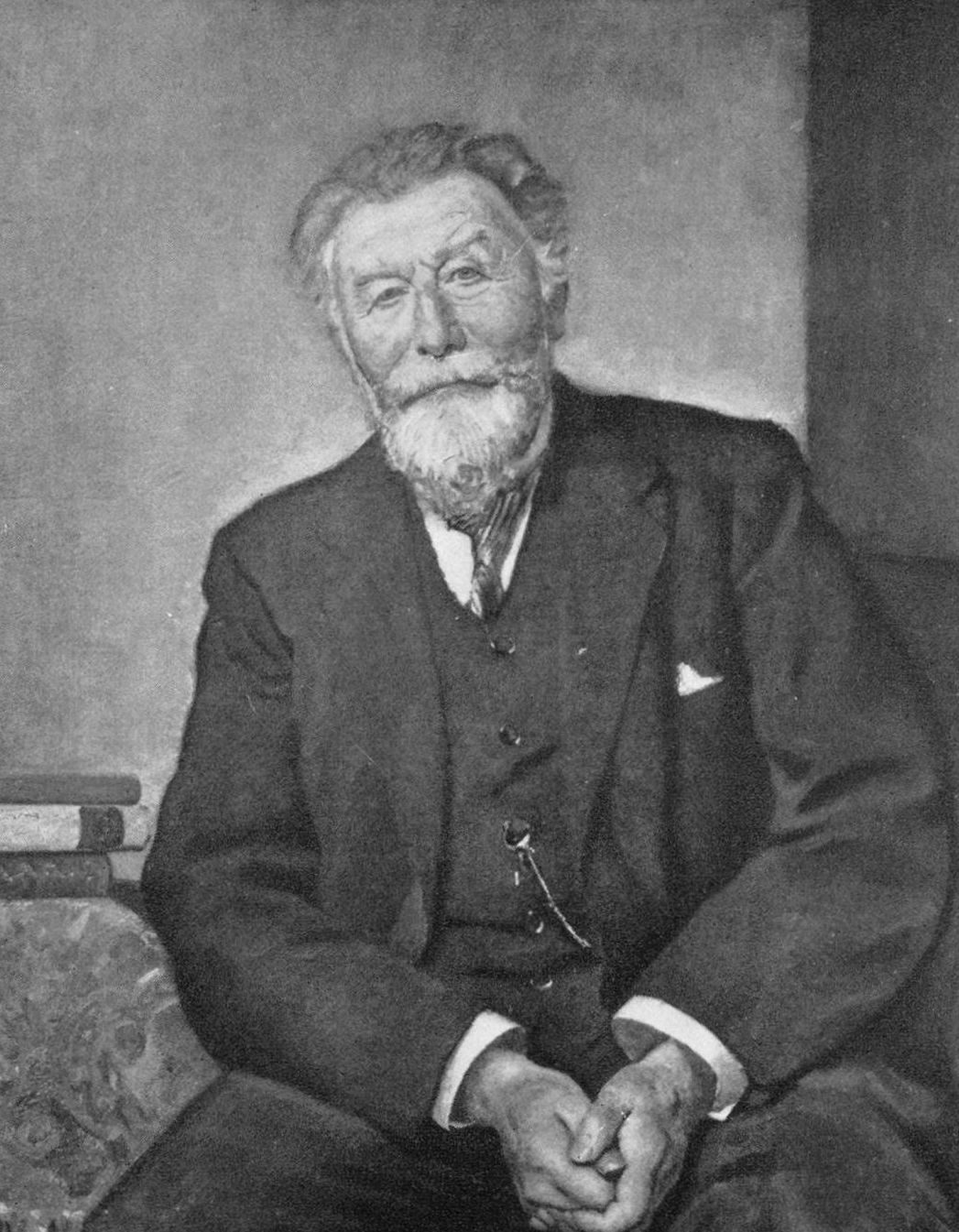
Porträt von Alois Brandl, gemalt von Ernst Heilemann.

Alois Brandl (* 21. Juni 1855 in Innsbruck, Kaisertum Österreich; † 5. Februar 1940 in Berlin) war ein österreichisch-deutscher Philologe. Zusammen mit Erich Schmidt gründete er 1898 die literaturwissenschaftliche Fachzeitschrift Palaestra.

## Leben
Alois Brandl studierte in Wien, Berlin und London. Nach Professuren an den Universitäten in Prag, Göttingen und Straßburg wurde er 1895 an den Lehrstuhl für Englische Philologie in Berlin berufen. Brandl gehörte neben Julius Zupitza zu den Mitbegründern des 1895 entstandenen Instituts für Anglistik und Amerikanistik der Humboldt-Universität zu Berlin. Dieses ging aus dem Romanisch-englischen Seminar der Universität hervor, welches von Zupitza 1877 zusammen mit dem Romanisten Adolf Tobler gegründet wurde. Auf Betreiben Brandls wurde die Romanistik nach dem Tod Toblers vom Seminar getrennt. Damit vollzog sich auch in Berlin der Übergang von der klassischen zur modernen Philologie.
Brandl legte, anders als Zupitza, Wert auf die frühmoderne und moderne Sprache, Literatur und Kultur Großbritanniens. Neben dem Hauptwerk, das dem Werk von William Shakespeare galt, war Brandl an der Verfertigung von Tonaufnahmen von britischen Kriegsgefangenen in Kriegsgefangenenlagern beteiligt. Die großenteils 1915 bis 1918 unter der Leitung von Wilhelm Doegen entstandenen Aufzeichnungen der Königlich Preußischen Phonographischen Kommission bildeten den Grundstock des Berliner Lautarchivs. Die Sammlung von Stimmportraits vom Beginn des 20. Jahrhunderts wird heute u. a. von britischen Sprachforschern als außerordentlich bedeutsam bewertet und hat in Großbritannien den Status eines nationalen Kulturguts erlangt.
Brandl wurde 1923 emeritiert. Sein Nachfolger war Wilhelm Dibelius (1876–1931), der Sohn des Theologen Franz Wilhelm Dibelius. Nach dessen frühem Tod übernahm Brandl noch einmal die Leitung des Seminars. 1932 wurde Walter F. Schirmer Nachfolger am Lehrstuhl.

## Würdigung
Brandl war von 1901 bis 1921 Präsident der Deutschen Shakespeare-Gesellschaft in Weimar. 1904 wurde er zum ordentlichen Mitglied der Preußischen Akademie der Wissenschaften gewählt. Brandl hatte den Vorsitz der Gesellschaft für das Studium der neueren Sprachen inne und war Mitglied der Royal Society of Literature sowie Mitglied der Wiener Akademie. Er war Ehrenmitglied des Akademisch-Neuphilologischen Vereins Berlin (seit 1914 Neuphilologische Verbindung Brandenburgia Berlin) im WCV.
Brandl gilt als ein Wegbereiter der Amerikanistik und war maßgeblich an der Einrichtung des Berliner Amerika-Institutes und deren Fachbibliothek in der Staatsbibliothek zu Berlin beteiligt.

## Schriften
- Brandl, Alois. (ohne Jahr). Shakespeares Dramatische Werke Königsdramen übersetzt von Schlegel und Tieck Bände 1-3. Leipzig & Wien. Bibliographisches Institut.
- Brandl, Alois; Morf, Heinrich (Hg.) 1905. Archiv für das Studium der neueren Sprachen und Literaturen. LIX. Jahrgang, CXIV. Band / der Neuen Serie XIV. Band. Braunschweig. Westermann.
- Brandl, Alois. 1922.  Shakespeare. Leben, Umwelt, Kunst. Berlin, Ernst Hofmann & Co.
- Brandl, Alois und O. (Hrsg.) Zippel. 1917. Mittelenglische Sprach- und Literaturproben. Ersatz für Mätzners Altenglische Srachproben. Mit etymologischen Wörterbuch zugleich für Chaucer. Berlin. Weidmannsche Buchhandlung.
- Brandl Alois (Hg.) 1897. Shakespeares. Dramatische Werke in 10 Bänden. Uebersetzt von August Wilhelm von Schlegel und Ludwig Tieck. Leipzig. Bibliographisches Institut.
- Brandl, Alois. 1936. Zwischen Inn und Themse. Lebensbeobachtungen eines Anglisten. Alt-Tirol/England/Berlin. Berlin. Grote´sche Verlagsbuchhandlung.
- Brandl, Alois. 1936. Forschungen und Charakteristiken. Zum 80.Geburtstag hrsg. von dem Englischen Seminar der Univ. Berlin u. der Berliner Gesellschaft für das Studium der neueren Sprachen. Berlin und Leipzig. de Gruyter.
- Brandl, Alois. 1923. Shakespeare. Leben-Umwelt-Kunst. Wittenberg. Ziemsen.
- Brandl, Alois. 1913.Shakespeares Sonette. [erläutert von]. Stuttgart. J.G. Cotta’sche Buchhandlung Nachfolger.
- Brandl, Alois; Wolfgang Keller (Hg.). 1900. Shakespeare-Jahrbuch: der deutschen Shakespeare-Gesellschaft. 36. Jahrg. / 1900. 1. Aufl., 448 S. + 8 S. Verlagsanzeigen. Berlin: Langenscheidt.
- Brandl, Alois; Max Förster (Hg.) 1914. Shakespeare-Jahrbuch: der deutschen Shakespeare-Gesellschaft. 50. Jahrg. / 1914. 1. Aufl., 298 S., m. 3 Taf. u. 3 Berlin. Georg Reimer Verlag.
- Brandl, Alois; Max Förster (Hg.). 1916 Shakespeare-Jahrbuch: der deutschen Shakespeare-Gesellschaft. 52. Jahrg. / 1916. 1. Aufl., 272 S., m. 2 Taf. u. 2. Berlin. Georg Reimer Verlag.